# Nejvyšší mincmistr

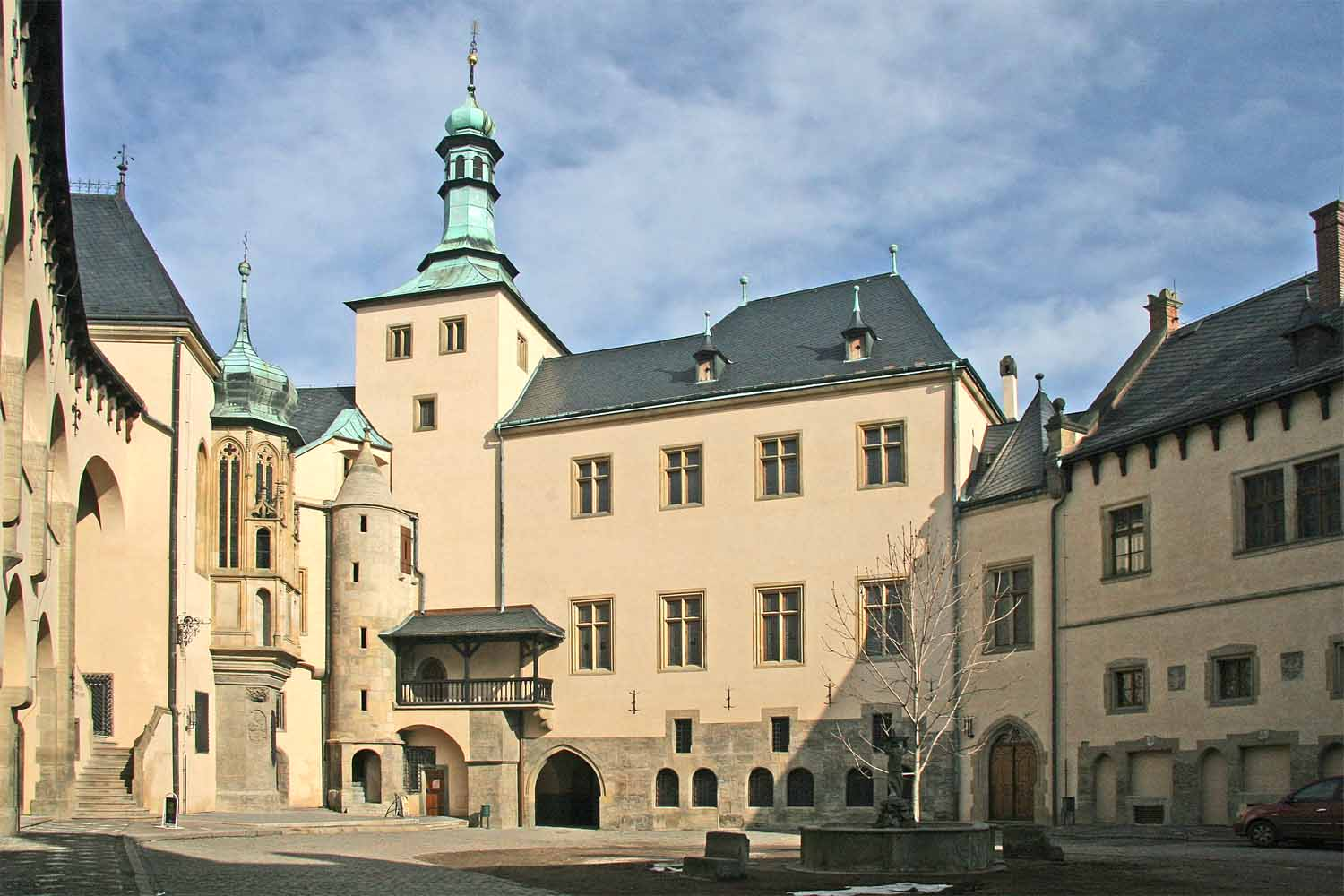
Vlašský dvůr v Kutné Hoře, kde se nacházela centrální mincovna Českého království.

Nejvyšší mincmistr (německy Oberstmünzmeister, latinsky magister monetae) byl vysoký královský úředník v Českém království. Jeho kompetence se vztahovaly na veškeré horní podnikání, správu horních měst a dohled nad mincovnou v Kutné Hoře. 
Jako královský úředník měl v rukou mincovní a horní práva, měl dozor nad ražbou mincí, horním desátkem, přednostním nákupem drahého kovu ze soukromých dolů pro státní mincovnu. Rovněž dohlížel na dodržování horních zákonů. 

## Historie úřadu
Označení „magister monetae“, tj. úředník mince, se zpočátku obvykle vztahovalo k mincmistrovi kutnohorskému (kutnohorská mincovna byla nejvýznamnější mincovnou u nás, i když ještě starší mincovna fungovala i v Praze). Z různého pojmenování těchto úředníků není jasné, odkdy jde o širší pojetí: dle Palackého se titul „magister monetae regni Bohemiae“ objevuje již v době Karla IV. Mezi významnými zemskými úředníky je nejvyšší mincmistr uváděn od roku 1462 (jako první Zdeněk Kostka z Postupic, před tímto rokem nazývaný jen mincmistrem kutnohorským); v následujících letech už mají úředníci mince nižší postavení (bývá jich i více).
V roce 1497, kdy došlo k dohodě mezi českou šlechtou a králem Vladislavem II. Jagellonským (králem 1471–1516), nebyl nejvyšší mincmistr mezi 12 nejvyšších zemských úředníků zařazen. Opět se jako zemský úředník zmiňuje roku 1502. Od roku 1534 byl jeho soud v Kutné Hoře výlučný pro všechny závažnější horní pře v zemích Koruny české.
Od roku 1527 byl stále více podřízen české komoře a jeho pravomoci byly omezeny. V roce 1548 převzala horní a mincovní agendu německá expedice české komory a poté už nejvyšší mincmistr řídil jen mincovnu v Kutné Hoře. Úřad nejvyššího mincmistra a hormistra byl zrušen za Josefa II. (králem 1780–1790) dekretem dvorské komory č. 754 z 18. února 1784 a jeho agenda, pakliže se netýkala soudnictví, byla předána VIII. oddělení českého gubernia (Camerale), které rovněž dozíralo na horní úřady a horní města i na mincovnictví.
| „                            | [1595] Nejvyšším mincmistrem byl učiněn pan Bedřich hrabě Šlik a na Horách Kutných uveden do úřadu panem Hertvikem Zejdlicem. Nebo nejvyšší mincmistrové Království českého mají tu svou starodávnou rezidenci a dává se jim kromě jiného z mincovny každého týdně deset kop českých grošů. | “ |
| — Mikuláš Daczický z Heslowa | |   |

## Seznam nejvyšších mincmistrů Českého království
Jako nejvyšší mincmistry (nebo úředníky mince) neuvádějí různé zdroje stejný výčet osobností a liší se i roky působení ve funkci. Tento seznam vychází z Palackého a Charváta. Rozdílné osoby a data jsou ozdrojovány.

### Mincmistr
- 1234 Brumo
- 1240 Štěpán
- 1247–1261 Jindřich Cruciburgensis
- 1252 Jindřich v Humpolci
- 1253–1265 Eberlin čili Eberhard
- 1258 Jindřich Avis (Jindřich Pták)
- 1258–1261 Dětmar
- 1265 Eberhard
- 1269 Henning

### Nejvyšší mincmistr do roku 1462
- 1296 Klaric
- 1361–1368 (nebo 1363–1365) Endrlin Löewe[1][10]
- 1369–1375 Jan Rotlev[10]
- 1377–1383 Martin Rotlev
- 1378 Mauritius
- 1386–1387 (nebo 1383–1388)[10] Kunrát Kaplíř ze Sulevic
- 1395–1399 (nebo 1391–1399)[10] Petr z Písku
- 1400 Fridúš Kunel[10]
- 1401–1402 (nebo 1401–1403)[10] Konrád z Vechty (asi 1364 – 26. 12. 1431)
- 1402–1404 (nebo 1403)[10] Oldřich Vavák z Hradce († 22. 9. 1421 Kutná Hora) – poprvé
- 1404–1405 Konrád z Vechty[10]

- 1407–1419 (nebo 1405–1419)[10] Petr Zmrzlík ze Svojšína na Orlíku († 16. 8. 1421) – poprvé
- 1419–1421 Mikeš Divůček (Divoký) z Jemniště († 1423)
- 1421 Hanuš z Polenska[10]
- 1421 Petr Zmrzlík ze Svojšína († 16. 8. 1421) – podruhé
- 1421 (4. 9. – 22. 9) Oldřich Vavák z Hradce († 22. 9. 1421 Kutná Hora) – podruhé
- 1421 Mikuláš z Dědibab
- 1422–1425 Hašek z Valdštejna a z Ostrova
- 1427–1433 Ambrož z Prahy,[10] Otík z Lozy[10]
- 1433 Mikuláš ze Suchdola
- 1437 Václav Březka
- 1437 (nebo 1437–1455)[10][11][pozn. 1] Jan Čabelický ze Soutic – poprvé
- 1437–1444 Hynce Ptáček z Pirkštejna († 1444)[pozn. 1]
- 1444–1455 Jan Čabelický ze Soutic – podruhé
- 1457–1458 (nebo 1456–1458)[10] Jan Calta z Kamenné Hory (asi 1426–1465)
- 1458 Jan z Peček

### Nejvyšší mincmistři od roku 1462
- 1458–1468 Zdeněk Kostka z Postupic na Moravské Třebové († 2. 10.1468 Zábřeh)
- 1469 (nebo 1468–1471)[1] Jiří Vranovský
- 1471–1496 (28. 8.) Beneš z Veitmile († 28. 8. 1496)
- 1496–1499 Jan Horstoffar z Malesic (Jan Harsdorffer) († 14. 1. 1511 Norimberk)
- 1499–1505 Bohuš II. Kostka z Postupic na Litomyšli († 1505)
- 1505–1510 Bernard z Valdštejna na Bělé († 7. 9. 1517)
- 1510–1513 Jan z Potštejna a z Žampachu

- 1513–1515 Jindřich Tunkl z Brníčka a ze Zábřehu († 28. 5. 1539) – poprvé
- 1515–1521 (11. 12.) Vilém II. Kostka z Postupic na Chlumci († 11. 12. 1521)
- 1522–1523 Jindřich Tunkl z Brníčka († 28. 5. 1539) – podruhé
- 1523–1525 Karel I. Minsterberský (4. 5. 1476 Kladsko – 31. 5. 1536 Frankenstein)
- 1525–1527 Jindřich Tunkl z Brníčka († 28. 5. 1539) – potřetí
- 1527–1533 Jan starší z Vartenberka a na Dubé
- 1533–1542 Albrecht z Gutštejna na Kolíně
- 1542–1544 Šebestián z Veitmile (kolem 1490 – 13. 11. 1549)
- 1545–1553 Jan Trčka z Vítence na Tochovicích
- 1553–1561 (admin.) Petr Hlavsa z Liboslavi
- 1561–1566 Jan Erazim ze Švamberka
- 1566–1572 Karel z Biberštejna na Děvíně († 1593) – poprvé
- 1572–1575 (22. 4.) Zdislav Bořita z Martinic († 22. 4. 1575)
- 1576 Jindřich z Kurcpachu
- 1579 (9. 2.) – 1587 Vilém z Oppersdorfu na Dubu
- 1588–1590 Karel z Biberštejna na Děvíně († 1593) – podruhé
- 1595 Bedřich (Fridrich) Šlik na Hauenštejně a Plané
- 1601 (4. 1.) – 1606 (listopad) Kryštof Želinský ze Sebuzína na Břežanech († listopad 1606)
- 1606–1611 Hanibal z Valdštejna na Hostinném
- 1611–1612 Augustin Šmilauer ze Šmilova[1]
- 1612–1618 Vilém Vřesovec z Vřesovic[12] († 1640) – poprvé
- 1619 Václav Chotouchovský z Nebovid
- 1620 Albrecht Klusák z Kostelce
- 1621–1628 Vilém Vřesovec z Vřesovic[12] na Podsedicích a Vchynicích († 1640) – podruhé
- 1628–1629 Štěpán Beník z Petrkova[1]
- 1630–1646 Oldřich Adam Popel z Lobkowicz (16. 10. 1610 – 28. 10. 1649)
- 1650–1663 (12. 1.) Mikuláš ze Schönfeldu (ze Šenfeldu; † 12. 1. 1663)
- 1666 František Antonín Paar
- 1676, 1679 (správce) Antonín z Janinalli – poprvé
- 1678 (20. 7.) Jan Václav z Reinburka (Rheinburgu)
- 1681 (28. 11.; správce) Antonín z Janinalli – podruhé
- 1686 (únor) –1688 Heinrich Burghard (Jindřich Purkard) ze Schneidau
- 1688–1699 (11. 5.) František Karel Přehořovský z Kvasejovic (1644/1645 – 6. 11. 1723 Praha)
- 1699–1710 Petr z Kokořova
- 1710–1721 František Karel z Pöttingu [pozn. 2]
- 1722 (admin.) Jan František z Lauer
- 1725 Josef Petzold (?)[1]
- 1732–1748 (admin.) Filip Nerius Krakowský z Kolowrat (26. 3. 1688 Praha – 28. 3. 1773 Praha)
- 1748–1755 (admin.) Jan Nepomuk Mitrovský z Mitrovic a Nemyšle
- 1755–1774 František Josef Pachta z Rájova (12. 8. 1710 Praha – 28. 11. 1799 Praha)
- 1774–1783 Karel Ignác z Clary-Aldringenu (5. 11. 1729 Praha – 6. 6. 1791 Vídeň))

## Horní a Dolní Rakousy
V obou korunních zemích držel v roce 1848 tento dědičný úřad rod hrabat z Pergenu.